# Weberhöhe
Weberhöhe ist ein Ortsteil von Overath im Rheinisch-Bergischen Kreis in Nordrhein-Westfalen, Deutschland.

## Lage und Beschreibung
Der kleine Ortsteil Weberhöhe mit meist modernen Häusern ist von der Hohkeppler Straße (Landesstraße 84) oder der Rappenhohner Straße zu erreichen. Ein Ausläufer des Naturschutzgebiets Katzbachtal (GL-075) mit Auenwäldern und Feuchtgebieten schließt sich direkt an Weberhöhe an. Naheliegende Ortschaften sind Rappenhohn, Kotten und Stich.
Bei Weberhöhe entspringt ein Zufluss des Katzbachs.

## Geschichte
Urkundlich belegt wurde für diesen Lehnshof die Nennung einer Sophia de Ho im 13. Jahrhundert.
Die Topographia Ducatus Montani des Erich Philipp Ploennies, Blatt Amt Steinbach, belegt, dass der Wohnplatz 1715 eine Hofstelle besaß, die als Weserhöh beschriftet ist. Carl Friedrich von Wiebeking benennt die Hofschaft auf seiner Charte des Herzogthums Berg 1789 als Weber. Aus ihr geht hervor, dass der Ort zu dieser Zeit Teil der Honschaft Balken im Kirchspiel Overath war.
Der Ort ist auf der Topographischen Aufnahme der Rheinlande von 1817 als Wefferhöhe verzeichnet. Die Preußische Uraufnahme von 1845 zeigt den Wohnplatz unter dem Namen Weberhöh. Ab der Preußischen Neuaufnahme von 1892 ist der Ort auf Messtischblättern regelmäßig als Weberhöhe verzeichnet.
1822 lebten 21 Menschen im als Hof kategorisierten und Weberhöhe bezeichnetem Ort, der nach dem Zusammenbruch der napoleonischen Administration und deren Ablösung zur Bürgermeisterei Overath im Kreis Mülheim am Rhein gehörte. Für das Jahr 1830 werden für den als Weberhöhe bezeichneten Ort 24 Einwohner angegeben. Der 1845 laut der Uebersicht des Regierungs-Bezirks Cöln als Hof kategorisierte Ort besaß zu dieser Zeit fünf Wohngebäude mit 36 Einwohnern, alle katholischen Bekenntnisses.
Die Liste Einwohner und Viehstand von 1848 nennt für Weberhöhe 35 Bewohner, darunter den Weber Caspar Jackes, Besitzer von zwei Ziegen. Als Berufe der anderen Bewohner werden vier Ackerer, vier Tagelöhner und ein Mann ohne Gewerb beschrieben. Drei Bewohner sind als arm gekennzeichnet. Die Gemeinde- und Gutbezirksstatistik der Rheinprovinz führt Weberhöhe 1871 mit sechs Wohnhäusern und 34 Einwohnern auf. Im Gemeindelexikon für die Provinz Rheinland von 1888 werden für Weberhöhe sechs Wohnhäuser mit 31 Einwohnern angegeben. 1895 besitzt der Ort acht Wohnhäuser mit 40 Einwohnern, 1905 werden acht Wohnhäuser und 32 Einwohner angegeben.